# پرنتسلاور برگ
پرنتسلاور برگ (به آلمانی: Berlin-Prenzlauer Berg) یک منطقهٔ مسکونی در آلمان است که در پانکوو واقع شده‌است. پرنتسلاور برگ ۱۶۰٬۱۲۷ نفر جمعیت دارد.